# هارييت بوسي
هارييت بوسي (بالسويدية: Harriet Bosse؛ بالنرويجية البوكمول: Harriet Bosse) هي ممثلة سويدية ونرويجية، ولدت في 19 فبراير 1878 في كريستيانية في النرويج، وتوفي بنفس المكان في 2 نوفمبر 1961. من الجوائز التي نالتها ميدالية الآداب والفنون ‏ سنة 1916.

## جوائز
- ميدالية الآداب والفنون [الإنجليزية]‏ (1916)

## وصلات خارجية
- هارييت بوسي على موقع IMDb (الإنجليزية)
- هارييت بوسي على موقع قاعدة بيانات الأفلام السويدية (السويدية)
- هارييت بوسي على موقع قاعدة بيانات الفيلم (الإنجليزية)